# Liste des anciennes communes de la province de Hollande-Méridionale
En 1812, la province néerlandaise de la Hollande-Méridionale comptait 148 communes. En 1820, après l'annulation des modifications faites sous l'Empire français, ce nombre était de nouveau porté à 251. Depuis 2019, il n'y a plus que 52.
La liste ci-dessous énumère les fusions, rétablissements, transferts et créations de communes de la Hollande-Méridionale du XXIe siècle à 1812 (chronologie inverse).

## XXIesiècle

### 2021-2030
2023
- Brielle > Voorne aan Zee*
- Hellevoetsluis > Voorne aan Zee*
- Westvoorne > Voorne aan Zee*

### 2011-2020
2019
- Binnenmaas > Hoeksche Waard*
- Cromstrijen > Hoeksche Waard*
- Giessenlanden > Molenlanden*
- Korendijk > Hoeksche Waard*
- Leerdam > Vijfheerenlanden* (Province d'Utrecht)
- Molenwaard > Molenlanden*
- Noordwijkerhout > Noordwijk
- Oud-Beijerland > Hoeksche Waard*
- Strijen > Hoeksche Waard*
- Zederik > Vijfheerenlanden* (Province d'Utrecht)

2015
- Bergambacht > Krimpenerwaard
- Bernisse > Nissewaard
- Nederlek > Krimpenerwaard
- Ouderkerk > Krimpenerwaard
- Schoonhoven > Krimpenerwaard
- Spijkenisse > Nissewaard
- Vlist > Krimpenerwaard

2014
- Boskoop > Alphen-sur-le-Rhin
- Rijnwoude > Alphen-sur-le-Rhin

2013
- Dirksland > Goeree-Overflakkee
- Goedereede > Goeree-Overflakkee
- Graafstroom > Molenwaard
- Liesveld > Molenwaard
- Middelharnis > Goeree-Overflakkee
- Nieuw-Lekkerland > Molenwaard
- Oostflakkee > Goeree-Overflakkee

2011
- Bodegraven > Bodegraven-Reeuwijk*
- Reeuwijk > Bodegraven-Reeuwijk*

### 2001-2010
2010
- Moordrecht > Zuidplas*
- Nieuwerkerk aan den IJssel > Zuidplas*
- Rozenburg > Rotterdam
- Zevenhuizen-Moerkapelle > Zuidplas*

2009
- Alkemade > Kaag en Braassem*
- Jacobswoude > Kaag en Braassem*

2007
- Bergschenhoek > Lansingerland*
- Berkel en Rodenrijs > Lansingerland*
- Bleiswijk > Lansingerland*
- 's-Gravendeel > Binnenmaas
- Liemeer > Nieuwkoop
- Ter Aar > Nieuwkoop

2006
- Rijnsburg > Katwijk
- Sassenheim > Teylingen*
- Valkenburg > Katwijk
- Voorhout > Teylingen*
- Warmond > Teylingen*

2004
- 's-Gravenzande > Westland*
- De Lier > Westland*
- Maasland > Midden-Delfland*
- Monster > Westland*
- Naaldwijk > Westland*
- Schipluiden > Midden-Delfland*
- Wateringen > Westland*

2003
- Heerjansdam > Zwijndrecht

2002
- Leidschendam > Leidschendam-Voorburg*
- Nootdorp > Pijnacker-Nootdorp*
- Pijnacker > Pijnacker-Nootdorp*
- Vianen - passe de la Hollande-Méridionale à Utrecht
- Voorburg > Leidschendam-Voorburg*

## XXesiècle

### 1990-1999
1994
- Nieuwveen > Liemeer - modification du nom officiel

1993
- Rijneveld > Rijnwoude - modification du nom officiel

1992
- Moerhuizen > Zevenhuizen-Moerkapelle - modification du nom officiel

1991
- Benthuizen > Rijneveld*
- Hazerswoude > Rijneveld*
- Koudekerk aan den Rijn > Rijneveld*
- Leimuiden > Jacobswoude*
- Moerkapelle > Moerhuizen*
- Rijnsaterwoude > Jacobswoude*
- Woubrugge > Jacobswoude*
- Zevenhoven > Nieuwveen
- Zevenhuizen > Moerhuizen*

### 1980-1989
1989
- Driebruggen > Reeuwijk
- Woerden - passe de la Hollande-Méridionale à Utrecht

1986
- Ameide > Zederik*
- Arkel > Giessenlanden*
- Asperen > Vuren
- Bleskensgraaf en Hofwegen > Graafstroom*
- Brandwijk > Graafstroom*
- Everdingen > Vianen
- Giessenburg > Giessenlanden*
- Goudriaan > Graafstroom*
- Groot-Ammers > Liesveld*
- Hagestein > Vianen
- Hei- en Boeicop > Zederik*
- Heukelum > Vuren
- Hoogblokland > Giessenlanden*
- Hoornaar > Giessenlanden*
- Kedichem > Leerdam
- Langerak > Liesveld*
- Leerbroek > Zederik*
- Lexmond > Zederik*
- Meerkerk > Zederik*
- Molenaarsgraaf > Graafstroom*
- Nieuwland > Zederik*
- Nieuwpoort > Liesveld*
- Noordeloos > Giessenlanden*
- Ottoland > Graafstroom*
- Oud-Alblas > Graafstroom*
- Schelluinen > Giessenlanden*
- Schoonrewoerd > Leerdam
- Streefkerk > Liesveld*
- Tienhoven > Zederik*
- Vuren > Lingewaal - modification du nom officiel
- Wijngaarden > Graafstroom*

1985
- Ammerstol > Bergambacht
- Berkenwoude > Bergambacht
- Gouderak > Ouderkerk*
- Haastrecht > Vlist
- Lekkerkerk > Nederlek*
- Ouderkerk aan den IJssel > Ouderkerk*
- Poortugaal > Albrandswaard*
- Rhoon > Albrandswaard*
- Stolwijk > Vlist

1984
- Goudswaard > Korendijk*
- Heinenoord > Binnenmaas*
- Klaaswaal > Cromstrijen*
- Maasdam > Binnenmaas*
- Mijnsheerenland > Binnenmaas*
- Nieuw-Beijerland > Korendijk*
- Numansdorp > Cromstrijen*
- Piershil > Korendijk*
- Puttershoek > Binnenmaas*
- Westmaas > Binnenmaas*
- Zuid-Beijerland > Korendijk*

1980
- Abbenbroek > Bernisse*
- Geervliet > Bernisse*
- Heenvliet > Bernisse*
- Oostvoorne > Westvoorne*
- Oudenhoorn > Bernisse*
- Rockanje > Westvoorne*
- Vierpolders > Brielle
- Zuidland > Bernisse*
- Zwartewaal > Brielle

### 1970-1979
1970
- Dubbeldam > Dordrecht
- Oudewater - passe de la Hollande-Méridionale à Utrecht

### 1960-1969
1966
- Den Bommel > Oostflakkee*
- Hekelingen > Spijkenisse
- Herkingen > Dirksland
- Melissant > Dirksland
- Nieuwe-Tonge > Middelharnis
- Ooltgensplaat > Oostflakkee*
- Ouddorp > Goedereede
- Oude-Tonge > Oostflakkee*
- Sommelsdijk > Middelharnis
- Stad aan 't Haringvliet > Middelharnis
- Stellendam > Goedereede

1964
- Barwoutswaarder > Woerden
- Hekendorp > Driebruggen*
- Lange Ruige Weide > Driebruggen*
- Papekop > Driebruggen*
- Rietveld > Woerden
- Waarder > Driebruggen*
- Zwammerdam > Alphen-sur-le-Rhin et Bodegraven

1960
- Nieuwenhoorn > Hellevoetsluis
- Nieuw-Helvoet > Hellevoetsluis

### 1950-1959
1957
- Giessendam > Hardinxveld-Giessendam*
- Giessen-Nieuwkerk > Giessenburg*
- Hardinxveld > Hardinxveld-Giessendam*
- Peursum > Giessenburg*

### 1940-1949
1941
- Hillegersberg > Rotterdam
- Kethel en Spaland > Schiedam
- Overschie > Rotterdam
- Schiebroek > Rotterdam
- Vlaardinger-Ambacht > Flardingue (Vlaardingen)
- IJsselmonde > Rotterdam

### 1930-1939
1938
- Koudekerk > Koudekerk aan den Rijn - modification du nom officiel
- Stompwijk > Leidschendam*
- Veur > Leidschendam*

1935
- Zegwaart > Zoetermeer

1934
- Hoogvliet > Rotterdam
- Pernis > Rotterdam

### 1920-1929
1923
- Loosduinen > 's-Gravenhage

1921
- Hof van Delft > Delft
- Vrijenban > Delft

### 1910-1919
1918
- Aarlanderveen > Alphen-sur-le-Rhin*
- Alphen > Alphen-sur-le-Rhin*
- Oudshoorn > Alphen-sur-le-Rhin*

### 1900-1909
1905
- Oost- en West-Barendrecht > Barendrecht - modification du nom officiel

## XIXesiècle

### 1890-1899
1895
- Charlois > Rotterdam
- Kralingen > Rotterdam

### 1880-1889
1886
- Delfshaven > Rotterdam

1885
- Hoogeveen > Benthuizen

1881
- Groote Lindt > Zwijndrecht

### 1870-1879
1874
- Katendrecht > Charlois

1870
- Broek > Waddinxveen*
- Noord-Waddinxveen > Waddinxveen*
- Sluipwijk > Reeuwijk
- Stein > Reeuwijk
- Zuid-Waddinxveen > Waddinxveen*

### 1860-1869
1868
- Oud- en Nieuw-Mathenesse > Schiedam et Rotterdam

1865
- Leimuiden passe de la Hollande-Septentrionale à la Hollande-Méridionale

### 1850-1859
1857
- Heer Oudelands Ambacht > Groote Lindt
- Kijfhoek > Groote Lindt
- Kleine Lindt > Heerjansdam
- Laagblokland > Ottoland
- De Mijl > Dubbeldam
- Nederslingeland > Peursum
- Onwaard > Melissant
- Oukoop > Hekendorp
- Roxenisse > Melissant
- Wieldrecht > Dubbeldam
- Zuidbroek > Bergambacht

1855
- Abtsregt > Vrijenban
- Achttienhoven > Nieuwkoop
- Ackersdijk en Vrouwenregt > Vrijenban
- Biert > Geervliet
- Bleskensgraaf > Bleskensgraaf en Hofwegen*
- Goidschalxoord > Heinenoord
- Groeneveld > Hof van Delft
- Hodenpijl > Schipluiden
- Hofwegen > Bleskensgraaf en Hofwegen*
- Hoogeveen > Benthuizen
- Hoogmade > Woubrugge
- Meerdervoort > Zwijndrecht
- Middelburg > Reeuwijk
- Naters > Rockanje
- Nieuwland, Kortland en 's-Graveland > Kethel en Spaland
- Oude en Nieuwe Struiten > Nieuw-Helvoet
- Rijsoort en Strevelshoek > Ridderkerk
- Sandelingen Ambacht > Hendrik-Ido-Ambacht
- Schuddebeurs en Simonshaven > Geervliet
- Sint Maartensregt > Schipluiden
- Spijk > Heukelum
- Stormpolder > Krimpen aan den IJssel
- Strijensas > Strijen
- Tempel > Berkel en Rodenrijs
- De Vennip > Hillegom
- Vrije en Lage Boekhorst > Alkemade
- Zouteveen > Vlaardinger-Ambacht

### 1840-1849
1847
- De Lek > commune fluviale supprimée et répartie entre toutes les communes riveraines d'Ammerstol à Krimpen aan den IJssel

1846
- Benthorn > Benthuizen
- Ruiven > Pijnacker
- Rijsoort > Rijsoort en Strevelshoek*
- Strevelshoek > Rijsoort en Strevelshoek*
- Vliet > Haastrecht
- Zuidwijk > Boskoop

1842
- Albrandswaard > Poortugaal

1841
- Vrijhoeven > Ter Aar

### 1830-1839
1838
- Lombardijen > IJsselmonde

1837
- Oost-Barendrecht > Oost- en West-Barendrecht*
- West-Barendrecht > Oost- en West-Barendrecht*

1833
- Biesland > Pijnacker
- Hoog en Woud Harnasch > Hof van Delft
- Hoogeveen > Nootdorp
- Nieuweveen > Nootdorp

1832
- Cillaarshoek > Maasdam
- 's-Gravenambacht > Pernis

### 1820-1829
1827
- Vrijhoef en Kalverbroek > Stein

1826
- Langebakkersoord > Pernis

1821
- Cabauw - passe de la Hollande-Méridionale à Utrecht
- Everdingen - passe du Gueldre à la Hollande-Méridionale
- Hagestein - passe d'Utrecht à la Hollande-Méridionale
- Lange Ruige Weide - passe d'Utrecht à la Hollande-Méridionale
- Oukoop - passe d'Utrecht à la Hollande-Méridionale
- Papekop - passe d'Utrecht à la Hollande-Méridionale
- Snelrewaard - passe de la Hollande-Méridionale à Utrecht
- Wiltenburg > Sluipwijk

### 1812-1819
1818
- Naaldwijk > Sliedrecht
- Niemandsvriend > Sliedrecht

1817
- Rétablissement d'Abtsregt à partir de Pijnacker
- Rétablissement d'Achttienhoven à partir de Nieuwkoop
- Rétablissement d'Ackersdijk en Vrouwenregt à partir de Pijnacker
- Rétablissement d'Albrandswaard à partir de Poortugaal
- Rétablissement d'Ammerstol à partir de Bergambacht
- Rétablissement d'Arkel à partir de Kedichem
- Rétablissement de Barwoutswaarder à partir de Waarder
- Rétablissement de Benthorn à partir de Hazerswoude
- Rétablissement de Benthuizen à partir de Hazerswoude
- Rétablissement de Biert à partir de Geervliet
- Rétablissement de Biesland à partir de Pijnacker
- Rétablissement de Brandwijk à partir de Molenaarsgraaf
- Création de Broek par démembrement de la commune de Gouda
- Rétablissement de Cillaarshoek à partir de Maasdam
- Rétablissement de Goidschalxoord à partir de Heinenoord
- Création de Goudswaard par démembrement de la commune de Korendijk
- Rétablissement de 's-Gravenambacht à partir de Pernis
- Rétablissement de Groeneveld à partir de 't Woud (commune supprimée)
- Rétablissement de Groot-Ammers à partir de Nieuwpoort
- Rétablissement de Groote Lindt à partir de Zwijndrecht
- Rétablissement de Heer Oudelands Ambacht à partir de Rijsoort
- Rétablissement de Hei- en Boeicop à partir de Schoonrewoerd
- Rétablissement de Hekelingen à partir de Spijkenisse
- Rétablissement de Hekendorp à partir de Waarder
- Rétablissement de Herkingen à partir de Nieuwe Tonge
- Rétablissement de Hodenpijl à partir de Schipluiden
- Rétablissement de Hof van Delft à partir de Pijnacker et de 't Woud (commune supprimée)
- Rétablissement de Hofwegen à partir de Bleskensgraaf
- Rétablissement de Hoog en Woud Harnasch à partir de 't Woud (commune supprimée)
- Création de Hoogeveen par démembrement de la commune de Nootdorp
- Rétablissement de Hoogeveen à partir de Hazerswoude
- Rétablissement de Hoogmade à partir de Koudekerk
- Rétablissement de Hoogvliet à partir de Poortugaal
- Rétablissement de Hoornaar à partir de Hoogblokland
- Rétablissement de Katendrecht à partir de Charlois
- Rétablissement de Kleine Lindt à partir de Heerjansdam
- Rétablissement de Krimpen aan den IJssel à partir d'Ouderkerk aan den IJssel
- Rétablissement de Kijfhoek à partir de Rijsoort
- Rétablissement de Laagblokland à partir de Molenaarsgraaf
- Création de Langebakkersoord par démembrement de la commune de Pernis
- Rétablissement de Langerak à partir de Goudriaan
- Rétablissement de Leerbroek à partir de Meerkerk
- Rétablissement de Meerdervoort à partir de Zwijndrecht
- Rétablissement de Melissant à partir de Dirksland
- Rétablissement de Middelburg à partir de Boskoop
- Rétablissement de Moerkapelle à partir de Bleiswijk
- Rétablissement de De Mijl à partir de Dubbeldam
- Création de Naaldwijk par démembrement de la commune de Sliedrecht
- Rétablissement de Naters à partir de Rockanje
- Rétablissement de Nederslingeland à partir de Noordeloos
- Création de Niemandsvriend par démembrement de la commune de Sliedrecht
- Rétablissement de Nieuwland à partir de Meerkerk
- Rétablissement de Nieuwland, Kortland en 's-Graveland à partir de Schiedam
- Création de Nieuweveen par démembrement de la commune de Nootdorp
- Rétablissement de Noord-Waddinxveen à partir de Waddinxveen (commune supprimée)
- Rétablissement d'Onwaard à partir de Dirksland
- Rétablissement d'Oost-Barendrecht à partir de Barendrecht (commune supprimée)
- Rétablissement d'Ottoland à partir de Goudriaan
- Rétablissement d'Oud- en Nieuw-Mathenesse à partir de Kethel en Spaland et Schiedam
- Rétablissement d'Oude en Nieuwe Struiten à partir de Hellevoetsluis
- Rétablissement de Peursum à partir de Noordeloos
- Rétablissement de Piershil à partir de Korendijk
- Création de Rietveld par démembrement de la commune de Zegveld
- Rétablissement de Roxenisse à partir de Dirksland
- Rétablissement de Ruiven à partir de Pijnacker
- Rétablissement de Sandelingen Ambacht à partir de Rijsoort
- Rétablissement de Schelluinen à partir de Giessen-Nieuwkerk
- Rétablissement de Schiebroek à partir de Overschie
- Rétablissement de Schuddebeurs en Simonshaven à partir de Geervliet
- Rétablissement de Sint Anthoniepolder à partir de Maasdam
- Rétablissement de Sint Maartensregt à partir de Schipluiden
- Rétablissement de Spijk à partir de Kedichem
- Rétablissement de Stad aan 't Haringvliet à partir de Den Bommel
- Rétablissement de Stein à partir de Reeuwijk
- Rétablissement de Stellendam à partir de Goedereede
- Rétablissement de Stompwijk à partir de Leidschendam (commune supprimée)
- Rétablissement de Stormpolder à partir d'Ouderkerk aan den IJssel
- Rétablissement de Strevelshoek à partir de Rijsoort
- Rétablissement de Strijensas à partir de Strijen
- Rétablissement de Tempel à partir de Pijnacker
- Rétablissement de Tienhoven à partir d'Ameide
- Rétablissement de Valkenburg à partir de Katwijk
- Rétablissement de Veur à partir de Leidschendam (commune supprimée)
- Rétablissement de Vierpolders à partir de Zwartewaal
- Rétablissement de Vlaardinger-Ambacht à partir de Flardingue
- Rétablissement de Vliet à partir de Polsbroek
- Rétablissement de Vlist à partir de Polsbroek
- Rétablissement de Voorhout à partir de Sassenheim
- Rétablissement de Vrije en Lage Boekhorst à partir de Noordwijkerhout
- Rétablissement de Vrijenban à partir de Delft
- Création de Vrijhoef en Kalverbroek par démembrement de Reeuwijk
- Rétablissement de Vrijhoeven à partir de Ter Aar
- Rétablissement de West-Barendrecht à partir de Barendrecht (commune supprimée)
- Rétablissement de Westmaas à partir de Mijnsheerenland
- Rétablissement de Wieldrecht à partir de Dubbeldam
- Rétablissement de Wijngaarden à partir de Bleskensgraaf
- Rétablissement de Zouteveen à partir de Flardingue
- Rétablissement de Zuidbroek à partir de Berkenwoude
- Rétablissement de Zuid-Waddinxveen à partir de Waddinxveen (commune supprimée)
- Rétablissement de Zuidwijk à partir de Boskoop

1814
- Beesd - passe de la Hollande-Méridionale au Gueldre
- Cabauw - passe de la Hollande-Méridionale au Gueldre
- Nieuwkoop - passe d'Utrecht à la Hollande-Méridionale
- Nieuwveen - passe d'Utrecht à la Hollande-Méridionale
- Oudewater - passe d'Utrecht à la Hollande-Méridionale
- Schoonhoven - passe d'Utrecht à la Hollande-Méridionale
- Woerden - passe d'Utrecht à la Hollande-Méridionale
- Zevenhoven - passe d'Utrecht à la Hollande-Méridionale

1812
- Abtsregt > Pijnacker - commune rétablie en 1817
- Achttienhoven > Nieuwkoop - commune rétablie en 1817
- Ackersdijk en Vrouwenregt > Pijnacker - commune rétablie en 1817
- Albrandswaard > Poortugaal - commune rétablie en 1817
- Ammerstol > Bergambacht - commune rétablie en 1817
- Arkel > Kedichem - commune rétablie en 1817
- Barwoutswaarder > Waarder - commune rétablie en 1817
- Benthorn > Hazerswoude - commune rétablie en 1817
- Benthuizen > Hazerswoude - commune rétablie en 1817
- Biert > Geervliet - commune rétablie en 1817
- Biesland > Pijnacker - commune rétablie en 1817
- Brandwijk > Molenaarsgraaf - commune rétablie en 1817
- Cillaarshoek > Maasdam - commune rétablie en 1817
- Goidschalxoord > Heinenoord - commune rétablie en 1817
- 's-Gravenambacht > Pernis - commune rétablie en 1817
- Groeneveld > 't Woud* - commune rétablie en 1817
- Groot-Ammers > Nieuwpoort - commune rétablie en 1817
- Groote Lindt > Zwijndrecht - commune rétablie en 1817
- Heer Oudelands Ambacht > Rijsoort - commune rétablie en 1817
- Hei- en Boeicop > Schoonrewoerd - commune rétablie en 1817
- Hekelingen > Spijkenisse - commune rétablie en 1817
- Hekendorp > Waarder - commune rétablie en 1817
- Herkingen > Nieuwe Tonge - commune rétablie en 1817
- Hodenpijl > Schipluiden - commune rétablie en 1817
- Hof van Delft > Pijnacker et 't Woud* - commune rétablie en 1817
- Hofwegen > Bleskensgraaf - commune rétablie en 1817
- Hoog en Woud Harnasch > 't Woud* - commune rétablie en 1817
- Hoogeveen > Hazerswoude - commune rétablie en 1817
- Hoogmade > Koudekerk - commune rétablie en 1817
- Hoogvliet > Poortugaal - commune rétablie en 1817
- Hoornaar > Hoogblokland - commune rétablie en 1817
- Katendrecht > Charlois - commune rétablie en 1817
- Kleine Lindt > Heerjansdam - commune rétablie en 1817
- Krimpen aan den IJssel > Ouderkerk aan den IJssel - commune rétablie en 1817
- Kijfhoek > Rijsoort - commune rétablie en 1817
- Laagblokland > Molenaarsgraaf - commune rétablie en 1817
- Langerak > Goudriaan - commune rétablie en 1817
- Leerbroek > Meerkerk - commune rétablie en 1817
- Meerdervoort > Zwijndrecht - commune rétablie en 1817
- Melissant > Dirksland - commune rétablie en 1817
- Middelburg > Boskoop - commune rétablie en 1817
- Moerkapelle > Bleiswijk - commune rétablie en 1817
- De Mijl > Dubbeldam - commune rétablie en 1817
- Naters > Rockanje - commune rétablie en 1817
- Nederslingeland > Noordeloos - commune rétablie en 1817
- Nieuwland > Meerkerk - commune rétablie en 1817
- Nieuwland, Kortland en 's-Graveland > Schiedam - commune rétablie en 1817
- Noord-Waddinxveen > Waddinxveen* - commune rétablie en 1817
- Onwaard > Dirksland - commune rétablie en 1817
- Oost-Barendrecht > Barendrecht* - commune rétablie en 1817
- Ottoland > Goudriaan - commune rétablie en 1817
- Oud- en Nieuw-Mathenesse > Kethel en Spaland et Schiedam - commune rétablie en 1817
- Oude en Nieuwe Struiten > Hellevoetsluis - commune rétablie en 1817
- Peursum > Noordeloos - commune rétablie en 1817
- Piershil > Korendijk - commune rétablie en 1817
- Roxenisse > Dirksland - commune rétablie en 1817
- Ruiven > Pijnacker - commune rétablie en 1817
- Sandelingen Ambacht > Rijsoort - commune rétablie en 1817
- Schelluinen > Giessen-Nieuwkerk - commune rétablie en 1817
- Schiebroek > Overschie - commune rétablie en 1817
- Schuddebeurs en Simonshaven > Geervliet - commune rétablie en 1817
- Sint Anthoniepolder > Maasdam - commune rétablie en 1817
- Sint Maartensregt > Schipluiden - commune rétablie en 1817
- Spijk > Kedichem - commune rétablie en 1817
- Stad aan 't Haringvliet > Den Bommel - commune rétablie en 1817
- Stein > Reeuwijk - commune rétablie en 1817
- Stellendam > Goedereede - commune rétablie en 1817
- Stompwijk > Leidschendam* - commune rétablie en 1817
- Stormpolder > Ouderkerk aan den IJssel - commune rétablie en 1817
- Strevelshoek > Rijsoort - commune rétablie en 1817
- Strijensas > Strijen - commune rétablie en 1817
- Tempel > Pijnacker - commune rétablie en 1817
- Tienhoven > Ameide - commune rétablie en 1817
- Valkenburg > Katwijk - commune rétablie en 1817
- Veur > Leidschendam* - commune rétablie en 1817
- Vierpolders > Zwartewaal - commune rétablie en 1817
- Vlaardinger-Ambacht > Flardingue - commune rétablie en 1817
- Vliet > Polsbroek - commune rétablie en 1817
- Vlist > Polsbroek - commune rétablie en 1817
- Voorhout > Sassenheim - commune rétablie en 1817
- Vrije en Lage Boekhorst > Noordwijkerhout - commune rétablie en 1817
- Vrijenban > Delft - commune rétablie en 1817
- Vrijhoeven > Ter Aar - commune rétablie en 1817
- West-Barendrecht > Barendrecht* - commune rétablie en 1817
- Westmaas > Mijnsheerenland - commune rétablie en 1817
- Wieldrecht > Dubbeldam - commune rétablie en 1817
- Wijngaarden > Bleskensgraaf - commune rétablie en 1817
- Zouteveen > Flardingue - commune rétablie en 1817
- Zuidbroek > Berkenwoude - commune rétablie en 1817
- Zuid-Waddinxveen > Waddinxveen* - commune rétablie en 1817
- Zuidwijk > Boskoop - commune rétablie en 1817

## Référence et source
- (nl) Ad van der Meer et Onno Boonstra, Repertorium van Nederlandse gemeenten 1812-2006, DANS Data Guide 2, La Haye, 2006